# Philipp Aschenwald
Philipp Aschenwald, född 12 november 1995, är en österrikisk backhoppare. Han ingick i det österrikiska lag som vann silver i lagtävlingen i stor backe vid Världsmästerskapen i nordisk skidsport 2019.